# Diaphana minuta
Diaphana minuta é uma espécie de molusco pertencente à família Diaphanidae.
A autoridade científica da espécie é T. Brown, tendo sido descrita no ano de 1827.
Trata-se de uma espécie presente no território português, incluindo a zona económica exclusiva.